# 보스니아 헤르체고비나 공화국군
보스니아 헤르체고비나 공화국군(보스니아어: Armija Republike Bosne i Hercegovine, 틀:Cyrl)은 옛 보스니아 헤르체고비나 공화국의 군대이다. 언론에서는 보스니아군 또는 보스니악군이라고 자주 불렀다. 보스니아 헤르체고비나 공화국군의 기원은 1991년 설립된 보스니아 헤르체고비나 애국연맹이었으며, 이후 정식으로 보스니아 전쟁이 시작된 1992년 창립되었다. 보스니아 헤르체고비나 공화국군은 보스니아 전쟁 외에도 크로아티아-보스니아 전쟁, 그리고 1994년부터는 스플리트 협정에 따라 크로아티아 독립 전쟁에도 참여하였다. 
1995년 데이턴 협정에 따라 보스니아 전쟁과 크로아티아 독립 전쟁이 끝남에 따라 보스니아 헤르체고비나 공화국군은 크로아티아 방위평의회와 병합한 뒤 보스니아 헤르체고비나 연방군으로 재편되었다. 보스니아 헤르체고비나 연방군만이 다른 나라로부터 보스니아 내 군대 중 유일하게 합법으로 인정받은 군대였으며, 보스니아 헤르체고비나 공화국군의 편제 등은 그대로 유지되었다. 이후 2005년 스릅스카 공화국군이 보스니아 헤르체고비나 연방군에 합쳐지면서 현재의 보스니아 헤르체고비나군이 탄생하게 되었다. 